# Autoroute A-54 (Espagne)
 34

L'autoroute espagnole A-54 est une autoroute en projet qui devrait relier, à terme, Saint-Jacques-de-Compostelle et Lugo dans la communauté de Galice.
Elle va doubler la N-547 jusqu'à Guntin et la N-540 jusqu'à Lugo.
Début 2008, seules deux sections de 9 km et 38 kilomètres étaient ouvertes à la circulation entre Saint-Jacques-de-Compostelle et A Lavacolla, près de l'aéroport et de Palas de Rei à Lugo avec une connexion sur l'A-6.
D'autres sections devraient ouvrir à partir de 2018, si la crise économique espagnole ne ralentit pas les travaux en cours.

## Tracé
- L'autoroute espagnole A-54 débute au nord de Saint-Jacques-de-Compostelle en se détachant de la rocade SC-20 (Rocade de Saint-Jacques-de-Compostelle) et croise l'AP-9 après quelque mètre.
- Elle poursuit son chemin vers l'est et arrive à l'aéroport de Saint-Jacques-de-Compostelle d'où se détache l'antenne SC-14 qui la relie à l'aérogare.
- L'A-54 se termine provisoirement au niveau de l'aéroport.
- Elle sera rejointe par l'A-56 à Guntin en provenance d'Ourense
- L'A-54 est en service de Palas de Rei à Lugo soit à peu près une quarantaine de kilomètres.
- Le reste du tracé jusqu'à Lugo, qu'elle va desservir par le sud à hauteur de Nadela à la bifurcation entre l'A-6 (Madrid - La Corogne) et la LU-11 (pénétrante sud de Lugo), est ouvert à la circulation depuis 2014.

## Sorties
De Lugo (Espagne) vers Saint-Jacques-de-Compostelle
| Sortie | Nom de Sortie                                                            |                                          |
| ------ | ------------------------------------------------------------------------ | ---------------------------------------- |
|        | Nadela                                                                   | A-6                                      |
| 0      | La Coruña - Oviedo Lugo - Sarria - Monforte de Lemos Ponferrada - Madrid | A-6 E70 A-8 LU-11 CG-2.2 N-VI LU-546 A-6 |
| 07     | Lugo - Portomarín                                                        | LU-11 LU-612                             |
| 12     | Lugo - Orense                                                            | N-540                                    |
| 14     | Future Aire de Service de Guntín                                         |                                          |
| 17     | Friol - Lousada - Guntín                                                 | LU-P-1611 N-540                          |
| 23     | Guntín Orense Lalín                                                      | N-540 N-640                              |
| 34     | Friol                                                                    | LU-231                                   |
| 36     | Future Aire de Service de Palas de Rei                                   |                                          |
| 38     | Palas de Rei                                                             | N-547                                    |
| 38     | Palas de Rei - Lavacolla                                                 | en travaux                               |

| 84 |                                                                 |             |
| 84 | Guitiriz - Oviedo Arzúa - Melide - Palas de Rei - Guntín - Lugo | N-634 N-547 |
| 86 | Sigüeiro - aeropuerto de Santiago de Compostela                 | AC-250      |
| 88 | A Sionlla                                                       |             |
| 91 | San Marcos - Televisión de Galicia - Monte do Gozo              | N-634       |
| 93 | La Coruña - Pontevedra - Orense                                 | SC-20       |
|    | Santiago de Compostela                                          | N-634       |

## Sources et Références
- (es) Cet article est partiellement ou en totalité issu de l’article de Wikipédia en espagnol intitulé « Autovía Santiago-Lugo » (voir la liste des auteurs).
- Nomenclature